# Xeronema callistemon
Xeronema callistemon är en enhjärtbladig växtart som beskrevs av Walter Reginald Brook Oliver. Xeronema callistemon ingår i släktet Xeronema och familjen Xeronemataceae.

## Underarter
Arten delas in i följande underarter:
- X. c. bracteosa
- X. c. callistemon

## Bildgalleri

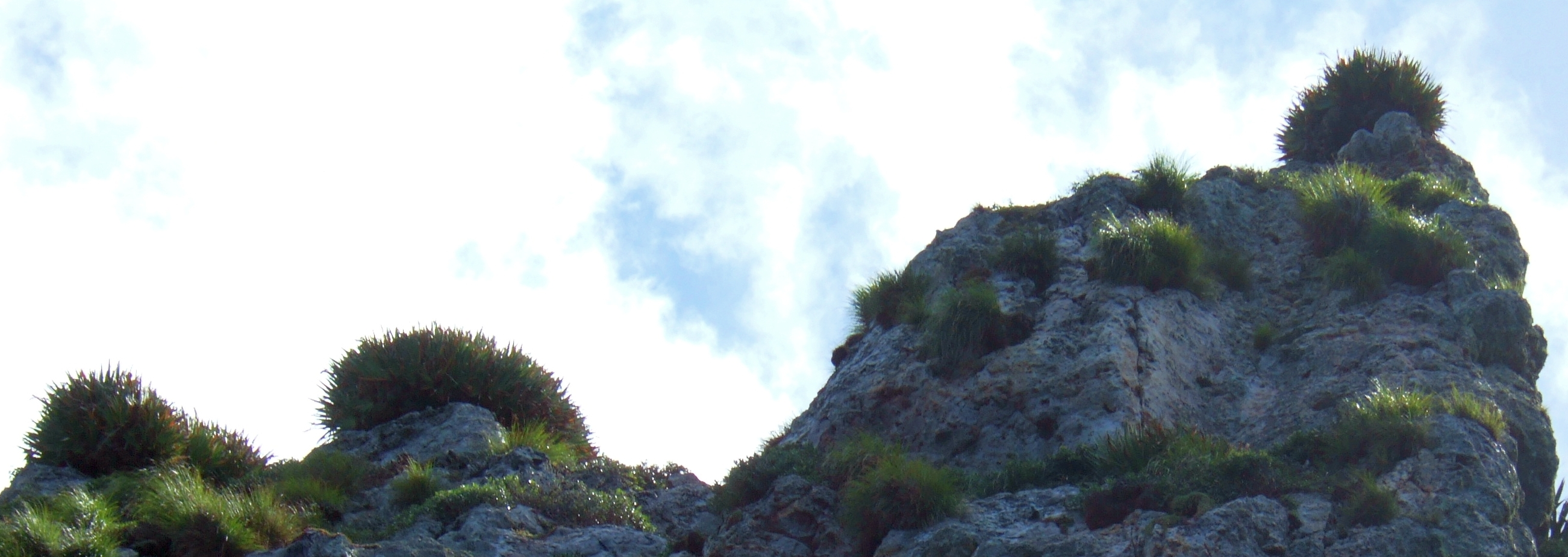